# Dysosma
Dysosma é um género botânico pertencente à família Berberidaceae.

## Espécies
| - Dysosma aurantiocaulis - Dysosma chengii - Dysosma delavayi - Dysosma difformis - Dysosma emodi - Dysosma furfuracea - Dysosma guangxiensis - Dysosma hispida - Dysosma lichuanensis | - Dysosma mairei - Dysosma majoense - Dysosma majorensis - Dysosma pleiantha - Dysosma tonkinense - Dysosma tsayuensis - Dysosma veitchii - Dysosma versipellis |